# Uraeotyphlus oommeni
Espèce
Statut de conservation UICN

 DD  : Données insuffisantes
Uraeotyphlus oommeni est une espèce de gymnophiones de la famille des Ichthyophiidae.

## Répartition
Cette espèce est endémique du district de Thiruvananthapuram au Kerala en Inde dans les Ghâts occidentaux.

## Étymologie
Cette espèce est nommée en l'honneur d'Oommen V. Oommen.

## Publication originale
- Gower & Wilkinson, 2007 : Species groups in the Indian caecilian genus Uraeotyphlus Peters (Amphibia: Gymnophiona: Uraeotyphlidae), with the description of a new species. Herpetologica, vol. 63, no 3, p. 401-410 (texte intégral).